# Liste de mosquées d'Arabie saoudite
Cet article présente la liste de quelques mosquées d'Arabie saoudite.
- Masjid al-Haram à la Mecque
- Masjid al-Nabawi à Médine, la première mosquée à être bâtie. Elle le fut du temps de Mahomet, prophète de l'islam.
- Mosquée de Quba à côté de Médine
- Mosquée du roi Saoud à Djeddah